# Deessa Oportunitat
Oportunitat, també anomenada Ocasió, era una deessa de la mitologia romana que sovint es representa com una dona de llarga cabellera per davant que li cobreix el rostre i calba o rapada per darrere, sostenint un ganivet amb la mà dreta. Està col·locada damunt d'una roda sempre en moviment, sovint amb ales als talons i altres vegades amb ales a l'esquena. Aquesta representació s'atribueix a l'escultor grec Fídias.

## Característiques
Aquesta deessa representava les bones ocasions perdudes, ja que quan passava, ho feia ràpidament i no se la podria agafar ni tan sols pels cabells, ja que al clatell no en tenia. La imatge portava un ganivet a la mà, simbolitzant que aquell a qui ella toqui podrà tallar tots els lligams que l'impedeixin moure's, i així podia agafar-la quan es presentés.

Alguns proverbis o frases cèlebres fan referència al seu caràcter:
| « | L'ocasió la pinten calba. | » |

O també, més precís des del punt de vista descriptiu:
| « | L'oportunitat és calba al clatell. | » |

Aquestes dites signifiquen que s'ha d'aprofitar la oportunitat quan passa, ja que no se'n pot treure profit una vegada s'ha perdut el moment.

Altres frases populars s'inspiren en la mateixa idea:
| « | Agafar, prendre l'ocasió per la cabellera, pels pèls o pels cabells | » |

Significa que cal estar a punt per poder atrapar-la. L'ocasió moltes vegades només es veu quan ja ha passat i no es pot abastar, i ja no torna a passar mai. Per tant, s'ha d'endevinar abans que arribi.

## Occasio i Poenitentia

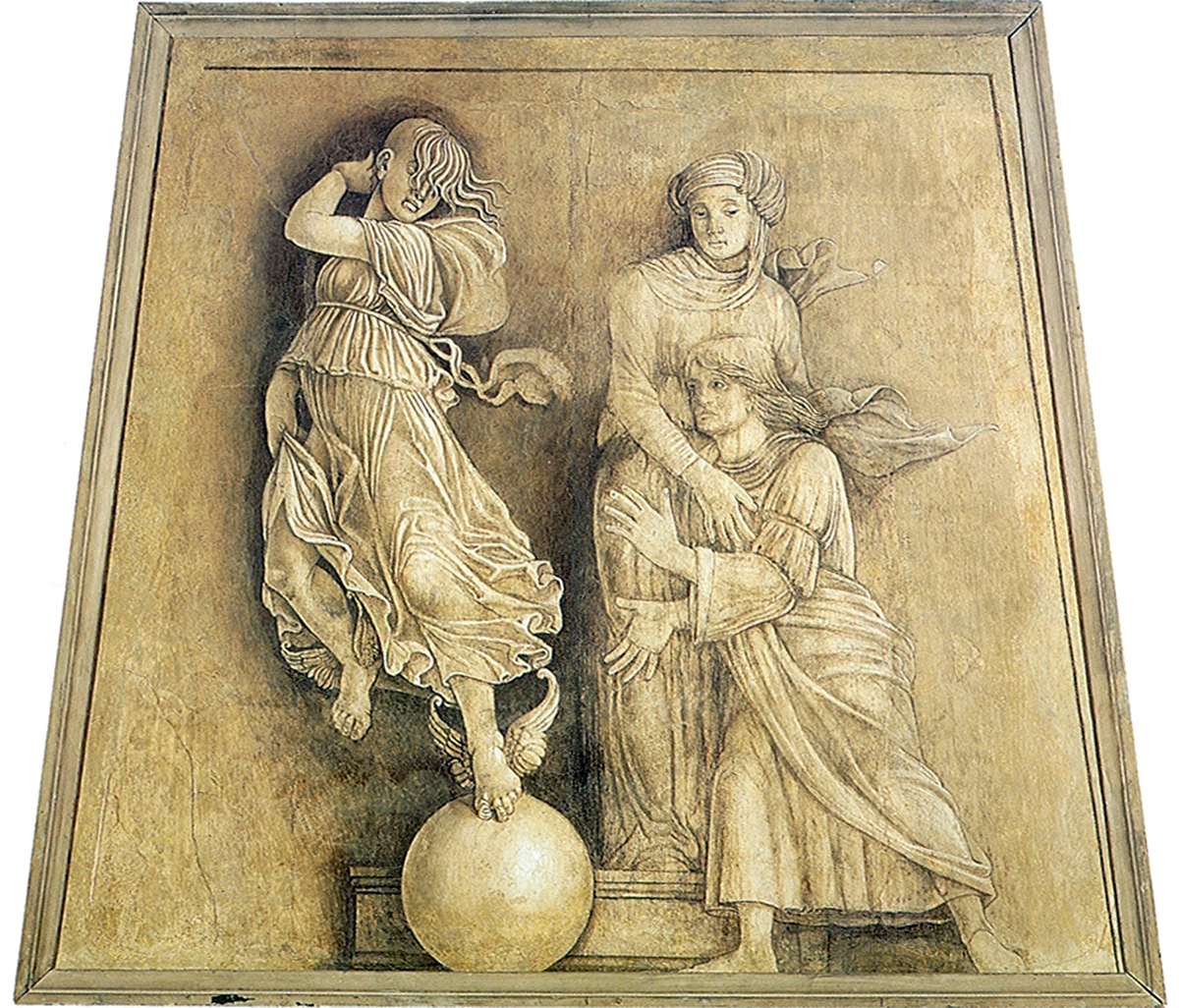
Occasio i Poenitentia (Oportunitat i penitència), fresc d'Andrea Mantegna o de la seva escola. Museu de la ciutat, del palau sant Sebastián, a Màntua.

Occasio i Poenitentia (Oportunitat i penitència), és un fresc d'Andrea Mantegna o de la seva escola datat aproximadament l'any 1500. L'obra representa un home que estira els braços, per a aconseguir a l'esmunyedissa Occasio («Oportunitat»), representada com una verge amb el rostre cobert pels cabells i amb el cap sense pels al clatell. Occasio porta unes ales als peus, que simbolitzen la velocitat amb que passa. Està situada damunt d'una pilota que representa la seva inestabilitat. L'home intenta agafar l'oportunitat al vol agafant el floc de cabells abans de què desaparegui.Però la Poenitentia («Penitència», en el sentit de la virtut), situada sobre un pedestal rectangular (símbol d'estabilitat) el deté. L'obra sembla una invitació a no deixar-se captivar per l'encant de la Ocasió, i fa evident que el millor camí és la prudència i la virtut.